# 부산 마하사 응진전 석조나한상
마하사 응진전 석조나한상(摩訶寺 應眞殿 石造羅漢像)은 부산광역시 연제구 연산동, 마하사에 있는 조선시대의 나한상이다. 2003년 9월 16일 부산광역시의 문화재자료 제20호로 지정되었다.

## 개요
마하사 응진전의 나한도 앞에 모셔져 있는 돌로 만든 나한상으로, 전체 16구 중 현재 12구만 남아 전하며, 나머지 4구는 근래 다시 추가 조성된 상태이다. 나한은 ‘아라한(阿羅漢)’의 준말로, 온갖 번뇌를 끊고 깨달음을 얻어서 세상 사람들의 공양을 받을 만한 공덕을 갖춘 성자를 뜻한다.
나한상 12구 모두 화강석재 위에 백토와 기름을 발라 처리하였으며, 얼굴과 머리 부분에는 먹·붉은색·백색·녹색으로 얼굴 윤곽과 모근을 표현하였다. 자세는 주로 결가좌를 취하고 있으나 반가좌의 경우도 있으며, 옷차림은 장삼에 가사를 걸친 모습이다. 지물은 대개 불자·경전·보주 등을 쥐고 있으며, 향좌측 6번째 나한상은 결가좌한 다리 위로 호랑이가 묘사되어 있다.
마하사 응진전 석조나한상은 조선후기에 제작된 불상으로, 조선후기 부산·경남지역의 불교미술 양식과 계보를 살필 수 있는 자료적 가치가 있다.

## 참고 문헌
- 마하사응진전석조나한상 - 국가유산청 국가유산포털